# Борков
Борков (њем. Borkow) општина је у њемачкој савезној држави Мекленбург-Западна Померанија. Једно је од 76 општинских средишта округа Пархим. Према процјени из 2010. у општини је живјело 520 становника. Посједује регионалну шифру (AGS) 13060005.

## Географски и демографски подаци
Борков се налази у савезној држави Мекленбург-Западна Померанија у округу Пархим. Општина се налази на надморској висини од 40 метара. Површина општине износи 28,1 km². У самом мјесту је, према процјени из 2010. године, живјело 520 становника. Просјечна густина становништва износи 18 становника/km².